# Чарлз Грілі Аббот
Чарлз Грілі Аббот (або Еббот) (англ. Charles Greeley Abbot; 31 травня 1872, Вілтон, штат Нью-Гемпшир — 17 грудня 1973) — американський астроном, член Національної академії наук США (1915).

## Біографія
1895 — закінчив Массачусетський технологічний інститут. Працював з того ж року в Смітсонівській астрофізичній обсерваторії (у 1907—1944 — директор).
Основні наукові роботи присвячені вимірюванням сонячної радіації. Вивчав розподіл енергії в спектрі Сонця, поглинання сонячної радіації в земній атмосфері, його залежність від висоти. Визначив сонячну сталу — середню кількість енергії випромінювання Сонця, що досягає верхньої межі земної атмосфери (1,938 кал/хв*см²). Ініціатор створення високогірних астрономічних станцій (у Каліфорнії, Чилі, Єгипті) для виявлення змін значення сонячної сталої. Пов'язував ці зміни з циклами сонячних плям. Встановив залежність між змінами сонячній радіації і погодою на Землі. Поліпшив методику прогнозування погоди. Розробив і побудував прилади для вимірювання сонячної радіації — піргеліометр і піранометр. Винайшов різні прилади для використання теплової енергії Сонця (ККД деяких з них досягає 15 %). Визначив болометричні світимості багатьох яскравих зірок. Автор книги «Сонце» (1-е видання 1911, 2-е видання 1929, рос.пер. 1936).
Медаль Генрі Дрейпера Національної АН США (1910).
Премія Румфорда Американської академії мистецтв і наук (1915)
На його честь був названий кратер Аббот на Місяці.